# ورزشگاه باتاکان
ورزشگاه باتاکان (به لاتین: Batakan Stadium) یک ورزشگاه در اندونزی است که در بالیک‌پاپان واقع شده‌است.